# Ozarba aeria
Ozarba aeria är en fjärilsart som beskrevs av Augustus Radcliffe Grote 1881. Ozarba aeria ingår i släktet Ozarba och familjen nattflyn. Inga underarter finns listade i Catalogue of Life.